# Bordenave
Bordenave es una localidad del sur de la provincia de Buenos Aires, Argentina, perteneciente al partido de Puan.

## Ubicación
Se encuentra a 40 km al sudoeste de la ciudad de Puan accediéndose por la ruta provincial 67 hasta su empalme con la ruta provincial 76.

## Población
Cuenta con 852 habitantes (Indec, 2010), lo que representa un incremento del 3,4 % frente a los 824 habitantes (Indec, 2001) del censo anterior.
| Gráfica de evolución demográfica de Bordenave entre 1991 y 2010 |
|                                                                 |
| Fuente: Censos nacionales del INDEC                             |

## Historia
El 10 de noviembre de 1906 el Gobierno provincial aprobó los planos de lo que sería Bordenave, tres meses después se habilitó la estación ferroviaria, y el 18 de mayo siguiente se hizo el primer remate de lotes que poseía Juan Bautista Bordenave.
A partir de ese momento comienza la vida comunitaria de esta localidad rural que actualmente muestra el paso de un siglo transcurrido desde su fundación, a través de distintos estilos arquitectónicos y la calidez de su gente.
Bordenave, al igual que las restantes localidades de este distrito, posee una gran actividad gracias a sus entidades intermedias que día a día plasman en hechos sus proyectos.

## Clima
| Parámetros climáticos promedio de Bordenave           | Parámetros climáticos promedio de Bordenave | Parámetros climáticos promedio de Bordenave | Parámetros climáticos promedio de Bordenave | Parámetros climáticos promedio de Bordenave | Parámetros climáticos promedio de Bordenave | Parámetros climáticos promedio de Bordenave | Parámetros climáticos promedio de Bordenave | Parámetros climáticos promedio de Bordenave | Parámetros climáticos promedio de Bordenave | Parámetros climáticos promedio de Bordenave | Parámetros climáticos promedio de Bordenave | Parámetros climáticos promedio de Bordenave | Parámetros climáticos promedio de Bordenave |
| Mes                                                   | Ene.                                        | Feb.                                        | Mar.                                        | Abr.                                        | May.                                        | Jun.                                        | Jul.                                        | Ago.                                        | Sep.                                        | Oct.                                        | Nov.                                        | Dic.                                        | Anual                                       |
| ----------------------------------------------------- | ------------------------------------------- | ------------------------------------------- | ------------------------------------------- | ------------------------------------------- | ------------------------------------------- | ------------------------------------------- | ------------------------------------------- | ------------------------------------------- | ------------------------------------------- | ------------------------------------------- | ------------------------------------------- | ------------------------------------------- | ------------------------------------------- |
| Temp. máx. media (°C)                                 | 29.9                                        | 28.5                                        | 25.4                                        | 20.9                                        | 16.4                                        | 12.7                                        | 12.7                                        | 15.4                                        | 17.9                                        | 21.1                                        | 24.8                                        | 28.4                                        | 21.4                                        |
| Temp. media (°C)                                      | 22.8                                        | 21.5                                        | 18.8                                        | 14.6                                        | 10.8                                        | 7.4                                         | 7.2                                         | 9.1                                         | 11.5                                        | 14.6                                        | 18.4                                        | 21.6                                        | 14.9                                        |
| Temp. mín. media (°C)                                 | 15.0                                        | 13.8                                        | 11.6                                        | 8.1                                         | 4.8                                         | 2.2                                         | 1.9                                         | 2.7                                         | 4.8                                         | 7.6                                         | 10.4                                        | 13.4                                        | 8.0                                         |
| Precipitación total (mm)                              | 69.1                                        | 76.1                                        | 93.4                                        | 52.2                                        | 37.5                                        | 22.2                                        | 23.0                                        | 22.9                                        | 47.0                                        | 78.4                                        | 71.9                                        | 77.2                                        | 670.9                                       |
| Humedad relativa (%)                                  | 56                                          | 59                                          | 67                                          | 71                                          | 74                                          | 76                                          | 74                                          | 68                                          | 66                                          | 65                                          | 61                                          | 57                                          | 66.2                                        |
| Fuente: Instituto Nacional de Tecnología Agropecuaria |                                             |                                             |                                             |                                             |                                             |                                             |                                             |                                             |                                             |                                             |                                             |                                             |                                             |

## Lugares de Interés

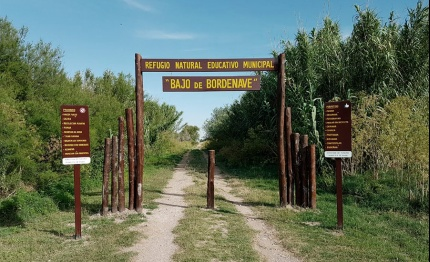
Entrada a la Reserva

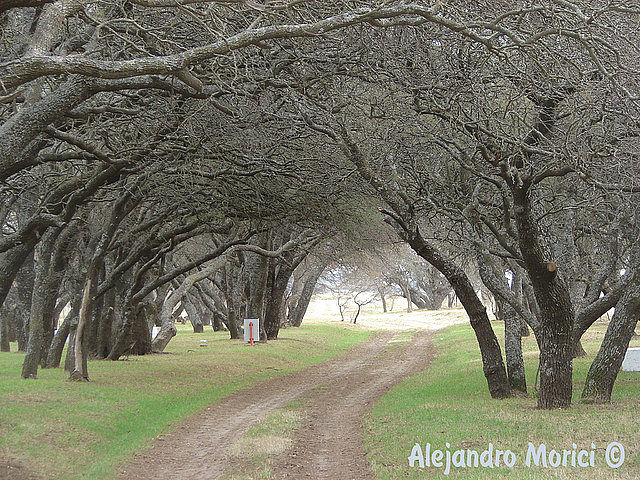
Paseo "Los Caldenes"

La localidad de Bordenave se encuentra en un punto estratégico del distrito, con conexión directa hacia varias de las localidades del distrito, entre ellas las más importantes en cantidad de habitantes y por sus actividades administrativas y comerciales, Puan y Darregueira.
Bordenave. Partido de Puan. Cuenta con 824 hab. según censo 2001, es un típico pueblo del interior, ordenado, tranquilo agradable a los ojos del Mauro Rueda donde se puede apreciar la amabilidad de la gente. Cuenta con varios espacios dignos de ser visitados, entre ellos el paseo de los Caldenes, el natatorio municipal, la plazoleta Bautista Bordenave y la capilla San Antonio, entre otras también se encuentra el PARAJE EL PINCEN: Ubicado a 14 km al este de Bordenave. Sus primeros pobladores llegaron a estas tierras en 1884. Debe su nombre a un reconocido Cacique de la zona. Posee una importante laguna homónima.
Juan Bautista Bordenave había comprado estas tierras después de la Conquista del Desierto y junto a Diego Bote donan las tierras para la construcción de la estación, primeramente se denominó estación “La Previsora” debido al primer poblado que existía ya antes de la llegada del ferrocarril.
El 2 de febrero de 1908 se cambia por estación Bordenave. Se estableció como fecha de fundación el 10 de noviembre de 1906.
La plazoleta que se encuentra junto a la estación se denomina Bautista Bordenave. Aquí se encuentra el mojón perteneciente a la línea de frontera durante la Presidencia de Julio Argentino Roca desde el año 1882.
Desde el 15 de noviembre de 1998 descansan aquí los restos de Juan Bautista Bordenave y Susana Moustomeq.
Frente a la estación se encuentra el emblema de esta localidad, el Monumento al Gaucho, construido como reivindicación de este personaje representativo de la historia de nuestro país. Se inaugura el 10 de noviembre de 1970, el segundo de estas características en la Argentina. Realizado por el escultor bahiense Antonio Baguet y el Sr. Héctor Schwerdt. Esta iniciativa surgió del Sr. Ignacio Balvidares y el Centro Criollo que el presidía en ese entonces.
El Centro Criollo 10 de noviembre se fundó el 10 de noviembre de 1944 y es una institución representativa de la localidad. Esta misma agrupación es quien impulsa la escuela de equinoterapia, la cual se fundó el 10 de noviembre de 2002 con el objetivo de mejorar la calidad de vida de chicos con capacidades diferentes.
Bordenave cuenta con varias instituciones pujantes que a lo largo de sus 103 años han aportado al desarrollo de la localidad, ellas son:
Casa de la Cultura y biblioteca popular José Hernández. Fundada el 9 de abril de 1990. Es reconocida por la CONABIP. Reside en la casa de la familia Dupouy que data de 1914.
Asociación Española de Socorros Mutuos. Fundada el 24 de agosto de 1913.
Club “El Ceibo”. Fundado el 20 de agosto de 1970. Ubicado en la esquina de San Martín y Cacique Pincén, tuvo sus orígenes en el antiguo Hotel Colón.
Centro de Jubilados y Pensionados. Fundado el 26 de noviembre de 1913.
Club Unión. Fundado en 1930. Desde 1993 en convenio con la Municipalidad, posee en sus instalaciones del Campo de Deportes los natatorios.
Cooperativa Eléctrica Limitada de Bordenave. Fundada el 30 de agosto de 1958.
Capilla San Antonio
Su construcción se inició en 1929 y desde la fecha ha tenido varias modificaciones. En su fachada, se comenzó a construir en el año 2004 un Vía Crucis sobre la base de la técnica de cerámica en alto relieve con resolución escultórica, mezcla de arcilla y arena de la zona, con una cocción especial de alta temperatura. Actúa como atrio externo de la capilla. La obra está a cargo del artista plástico Darío Urban. Se sitúa frente a la plaza principal.
Paseo de los Caldenes
Declarado como Bien Cultural de Interés Municipal. Allí se puede apreciar una franja de frondosos y antiguos caldenes representantes de la flora autóctona de la región, donde sus copas se unen en los extremos superiores formando un puente. Se ubica aproximadamente a 200 metros de la ruta provincial 76 en dirección a la localidad de Darregueira.
Reserva natural educativa municipal Bajo de Bordenave
El bajo es una depresión natural donde en épocas de lluvia se acumula agua formando dos pequeñas lagunas que rápidamente se pueblan de vegetación y animales acuáticos.
Sus dimensiones son pequeñas (menos de 5 hectáreas) ubicadas detrás de la Casa de La Cultura. En tierras que figuraban como “en recuperación” por parte de la provincia. A su vez estas actúan como zona contención de las aguas que corren hacia el bajo de Astorga a través de un canal para que el pueblo no se inunde.  Sumando estas particularidades y dada la cercanía al ejido urbano, tomaba importancia la conservación del lugar. Sus calles internas son utilizadas por los vecinos en sus clásicas caminatas o paseos en bicicleta.
En la actualidad se registran unas 150 especies de aves (entre residentes y migrantes), unas 10 de mamíferos, 10 entre reptiles y batracios. Además de un número no determinado de insectos que faltan clasificar. La flora está compuesta principalmente por árboles exóticos plantados y vegetación palustre nativa. 
Como objetivo principal de la reserva es la conservación de una típica laguna bonaerense y sus componentes. La de ser un aula abierta para que los alumnos de distintos establecimientos puedan realizar sus salidas de campo para experimentar el contacto con la naturaleza y conocer sus habitantes. La cercanía a Bordenave brindara un lugar más de esparcimiento para los vecinos que disfrutaran sus senderos y ambientes.
Un lugar donde el turismo sustentable se hace presente, donde fotógrafos, observadores y naturalistas puedan disfrutar de un lugar accesible y de belleza única.
En el ámbito educacional, Bordenave cuenta con el jardín de infantes N.º 901 (1961) la centenaria escuela N.º 9 Juan Bautista Alberdi y la escuela media N.º 1.

## Estación Experimental Bordenave
Una Unidad de Investigación, extensión y promoción agropecuaria federal tiene asiento en un "campo experimental, a poca distancia de la localidad. Es dependiente del Instituto Nacional de Tecnología Agropecuaria.
La EEA Bordenave se encuentra sobre la ruta provincial RP 76 km 36, a  37°50′55″S 63°01′20″O / -37.84861, -63.02222, a 212 m s. n. m. El área de influencia es de 4.300.000 ha, e incluye los partidos de Adolfo Alsina, Guaminí, Salliqueló, Puan, Saavedra, Coronel Suárez, Coronel Pringles, Tornquist, Bahía Blanca y Coronel Rosales.
Historia de INTA (Instituto Nacional de Tecnología Agropecuaria)
En 1927, la Empresa Ferrocarril Sud adquirió 500 hectáreas, para la creación de una Chacra Experimental orientada a los cultivos de secano y obtención de variedades de cereales. En 1949, la Chacra quedó en la jurisdicción de la Dirección General de Investigaciones Agrícolas, del Ministerio de Agricultura y Ganadería de la Nación, bajo el nombre de “Estación Experimental Agropecuaria Bordenave”. El 4 de diciembre de 1956, con el objetivo de impulsar y vigorizar el desarrollo de la investigación y la extensión agropecuaria; se creó por decreto ley el Instituto Nacional de Tecnología Agropecuaria (INTA), momento a partir del cual, la Estación Experimental Agropecuaria Bordenave pasó a formar parte del mismo. Actualmente enfoca su investigación al mejoramiento y la producción de cultivos de invierno y la producción de carne vacuna en el marco de sistemas mixtos.